# Кидалов, Фёдор Николаевич
Фёдор Николаевич Кидалов (10 марта 1925, с. Ястребово, Курская губерния — 19 апреля 1945, Берлин) — красноармеец Рабоче-крестьянской Красной Армии, участник Великой Отечественной войны, Герой Советского Союза (1945).

## Биография
Фёдор Кидалов родился 10 марта 1925 года в селе Ястребово (ныне — Белгородский район Белгородской области). Получил неполное среднее образование, после чего работал в колхозе. В начале Великой Отечественной войны оказался в оккупации. После освобождения его родных мест в мае 1943 года Кидалов был призван на службу в Рабоче-крестьянскую Красную Армию. Освоил специальность артиллерийского наводчика. Участвовал в Курской битве, освобождении Украинской ССР и Польши. К январю 1945 года гвардии красноармеец Фёдор Кидалов был наводчиком орудия артиллерийского дивизиона 17-й гвардейской механизированной бригады 6-го гвардейского механизированного корпуса 4-й танковой армии 1-го Украинского фронта. Отличился во время Висло-Одерской операции.
25 января 1945 года в боях в ходе общего контрнаступления расчёт Кидалова уничтожил 13 немецких огневых точек. Ночью того же дня орудие Кидалова переправилось через Одер в районе Кёбена (ныне — Хобеня, Польша). В уличных боях в Кёбене его расчёт уничтожил 6 пулемётов. 19 апреля 1945 года Кидалов погиб в боях за Берлин.
Указом Президиума Верховного Совета СССР от 27 июня 1945 года за «успешное форсирование Одера, прочное закрепление плацдарма на его западном берегу и проявленные при этом отвагу и геройство» гвардии красноармеец Фёдор Кидалов посмертно был удостоен высокого звания Героя Советского Союза. Также был награждён орденами Ленина и Красного Знамени. Навечно зачислен в списки личного состава воинской части.

## Память
В честь Кидалова названа единственная улица в его родном селе.